# Elaphria phalega
Elaphria phalega är en fjärilsart som beskrevs av William Schaus 1940. Elaphria phalega ingår i släktet Elaphria och familjen nattflyn. Inga underarter finns listade i Catalogue of Life.